# 中国法学会
中国法学会，是中华人民共和国法学界和法律界的全国性群众团体和学术团体。

## 历史沿革
1982年7月，中国政治法律学会成立。中国法学会下设法理学、宪法学、行政法学、民法学、商法学、经济法学、刑法学、诉讼法学、比较法学、环境资源法学等研究会。
2013年11月，中國法學會第七次全國會員代表大會開幕，中共中央總書記、國家主席習近平，中共中央政治局常委、全國人大委員長張德江，中共中央政治局常委、中央書記處書記劉雲山等黨和國家領導人出席。原中共中央政治局委員、中央政法委副書記王樂泉當選中國法學會會長。會議選舉產生法學會新一屆理事會和領導機構。

## 机构设置
根据有关规定，中国法学会机关设置下列机构：

### 内设机构
- 办公室
- 研究部
- 对外联络部
- 党委（人事部）
- 会员部

### 直属事业单位
- 机关服务中心
- 中国法学杂志社
- 《中国法律年鉴》社（中国法学会网络中心）
- 民主与法制社
- 中国法学学术交流中心
- 中国法律咨询中心
- 中国法学会培训中心
- 中国法学会法治研究所
- 中国法学交流基金会

### 主管社会团体
直属专业组织
- 中国法学会法理学研究会
- 中国法学会宪法学研究会
- 中国法学会行政法学研究会
- 中国刑法学研究会
- 中国法学会民法学研究会
- 中国法学会商法学研究会
- 中国法学会经济法学研究会
- 中国刑事诉讼法学研究会
- 中国法学会民事诉讼法学研究会
- 中国法学会国际经济贸易法学研究会
- 中国法学会知识产权法学研究会
- 中国法学会法学教育研究会
- 中国法学会法学期刊研究会
- 中国国际私法研究会
- 中国法学会婚姻家庭法学研究会
- 中国法学会财税法学研究会
- 中国法学会军事法学研究会
- 中国法学会比较法学研究会
- 中国法学会立法学研究会
- 中国犯罪学学会
- 中国法学会刑事执行法学研究会
- 中国法学会检察学研究会
- 中国法学会审判理论研究会
- 中国法学会世界贸易组织法研究会
- 中国法学会银行法学研究会
- 中国法学会网络与信息法学研究会
- 中国法学会保险法学研究会
- 中国法学会证券法学研究会
- 中国法学会民族法学研究会
- 中国法学会航空法学研究会
- 中国法学会能源法研究会
- 中国法学会体育法学研究会
- 中国法学会警察法学研究会
- 中国法学会法律文书学研究会
- 中国法学会消费者权益保护法研究会
- 海峡两岸关系法学研究会
- 中国法学会董必武法学思想研究会
- 中国社会法学研究会
- 中国法学会环境资源法学研究会
- 中国法学会青少年法律研究会
- 中国法学会法治文化研究会
- 中国廉政法制研究会
- 中国农业经济法研究会
- 中国仲裁法学研究会
- 中国科学技术法学会
- 中国海商法协会
- 中国卫生法学会
- 长江海商法学会
- 中国商业法研究会
- 中国行为法学会
- 中国海洋法学会
- 海峡两岸法学交流促进会
- 中国法学会律师法学研究会
- 中国法学会案例法学研究会
- 中国法学会香港基本法澳门基本法研究会

地方组织
- 北京市法学会
- 天津市法学会
- 河北省法学会
- 山西省法学会
- 内蒙古自治区法学会
- 辽宁省法学会
- 吉林省法学会
- 黑龙江省法学会
- 上海市法学会
- 江苏省法学会
- 浙江省法学会
- 安徽省法学会
- 福建省法学会
- 江西省法学会
- 山东省法学会
- 河南省法学会
- 湖北省法学会
- 湖南省法学会
- 广东省法学会
- 广西壮族自治区法学会
- 海南省法学会
- 重庆市法学会
- 四川省法学会
- 贵州省法学会
- 云南省法学会
- 西藏自治区法学会
- 陕西省法学会
- 甘肃省法学会
- 青海省法学会
- 宁夏回族自治区法学会
- 新疆维吾尔自治区法学会
- 新疆生产建设兵团法学会（副厅级）
- 沈阳市法学会（副厅级）
- 大连市法学会（副厅级）
- 长春市法学会（副厅级）
- 哈尔滨法学会（副厅级）
- 杭州市法学会（副厅级）
- 南京市法学会（副厅级）
- 宁波市法学会（副厅级）
- 厦门市法学会（副厅级）
- 济南市法学会（副厅级）
- 青岛市法学会（副厅级）
- 武汉市法学会（副厅级）
- 广州市法学会（副厅级）
- 深圳市法学会（副厅级）
- 成都市法学会（副厅级）
- 西安市法学会（副厅级）

## 历届理事会
参考资料：

### 中国政治法律学会

#### 第一届理事会
- 会长：董必武
- 副会长：沈钧儒、张志让、谢觉哉、王昆仑、柯柏年、钱端升
- 秘书长：朱其文
- 副秘书长：陈传纲、郭纶、雷洁琼

#### 第二届理事会
- 会长：董必武
- 副会长：沈钧儒、张志让、谢觉哉、王昆仑、吴德峰、张友渔、包尔汉、钱端升
- 秘书长：吴德峰（兼）
- 副秘书长：郭纶、雷洁琼、陈体强

#### 第三届理事会
- 会长：董必武
- 副会长：沈钧儒、谢觉哉、包尔汉、吴德峰、张志让、张友渔
- 书记处第一书记：吴德峰
- 书记处书记：张友渔、张志让、李士英、姚仲明、赵石生
- 书记处候补书记：欧阳景荣、郭纶

#### 第四届理事会
- 名誉会长：董必武、谢觉哉
- 会长：吴德峰
- 副会长：包尔汉、张志让、张友渔、张苏、武新宇、王吉仁（增补）
- 书记处第一书记：吴德峰
- 书记处书记：张友渔、韩幽桐、郭纶、杨化南、甘野陶、王慎之、王良、王吉仁（增补）

### 中国法学会

#### 第一届理事会（1982年7月-1986年5月）
- 名誉会长：杨秀峰
- 会长：武新宇（1982年7月-1983年11月） → 张友渔（1983年11月-1985年8月） → 王仲方（1985年8月-1986年5月）
- 副会长：王一夫、梁文英、王汉斌、朱剑明、项淳一、甘重斗、钱端升、宦乡、陈守一、王叔文、曹海波、李广祥、盛愉
- 秘书长：陈为典（1985年5月-1986年5月）

#### 第二届理事会（1986年5月-1991年5月）
- 名誉会长：张友渔、钱端升、刘复之
- 会长：王仲方
- 常务副会长：朱剑明
- 副会长：任建新、顾明、李石生、高西江、鲁坚、梁国庆、张彦宁、王叔文、盛愉、张国华、高铭暄、甘绩华、陈为典
- 秘书长：陈为典（1986年5月-1988年10月兼） → 宋树涛（1988年10月-1991年5月）

#### 第三届理事会（1991年5月-1997年1月）
- 名誉会长：张友渔、王汉斌、任建新
- 会长： 邹瑜
- 常务副会长：朱剑明
- 副会长：林准、俞雷、佘孟孝、邹恩同、高西江、梁国庆、王叔文、孙琬钟、王家福、罗豪才、高铭暄、陈光中、巫昌祯、宋树涛（1993年增补）
- 秘书长：宋树涛（兼）

#### 第四届理事会（1997年1月-2003年11月）
- 名誉会长：王汉斌
- 会长：任建新
- 常务副会长：佘孟孝、孙琬钟
- 副会长：邹恩同、梁国庆、罗豪才、张秀夫、陈冀平、牛平、王叔文、王家福、高铭暄、陈光中、巫昌祯、罗锋、卞耀武、魏振瀛、孙在雍、宋树涛
- 秘书长：宋树涛（兼）

#### 第五届理事会（2003年11月-2009年1月）
- 会长：韩杼滨
- 常务副会长：刘飏
- 副会长：牛平、王景荣、石泰峰、刘法合、刘家琛、孙谦、孙在雍、朱苏力、宋大涵、宋树涛、张文显、陈冀平、周成奎、罗锋、段正坤、夏勇、徐显明、袁曙宏、曾宪义
- 秘书长：宋树涛（兼）

#### 第六届理事会（2009年1月—2013年11月）
- 会长：韩杼滨
- 常务副会长：刘飏
- 副会长：马建、王利明、王其江、石泰峰、刘继贤、安建、朱孝清、吴志攀、宋大涵、张文显、张苏军、李林、李清林、沈德咏、陈冀平、周成奎、胡忠、孟宏伟、徐显明、袁曙宏
- 秘书长：林中梁

#### 第七届理事会（2013年11月—2019年3月）
- 会长：王乐泉
- 常务副会长：陈冀平
- 副会长：马建、王利明、王其江、朱孝清、任海泉、江必新、孙谦、李伟、李林、吴志攀、张文显、张苏军、张鸣起、郎胜、姜伟、袁曙宏、徐显明、黄进、鲍绍坤
- 秘书长：鲍绍坤（兼）

#### 第八届理事会（2019年3月—2025年1月）
- 会长：王晨
- 常务副会长：陈训秋
- 副会长：王利明、王其江、王俊峰、甘藏春、吕忠梅、江必新、许安标、孙谦、李如林、邱水平、张苏军、张鸣起、陈甦、卓泽渊、郑淑娜、姜伟、翁铁慧、徐显明、黄进、董经纬、景汉朝
- 秘书长：张鸣起（兼）

#### 第九届理事会（2025年1月—）
- 会长：陈文清
- 常务副会长：王洪祥
- 副会长：景汉朝、杨万明、潘毅琴、王振江、马万腾、马怀德、王立山、王利明、叶青、吕忠梅、许安标、杨春雷、张忠军、苗生明、范九利、林维、赵昌华、侯振发、姜国华、莫纪宏、钱锋、高子程、陶凯元、黄泰岩、蔡立东、鲜铁可、熊四皓
- 秘书长：景汉朝（兼）

## 历任会长
| 姓名   | 籍贯         | 任职                   | 学历背景               | 曾任最高领导职务                                       |
| ------ | ------------ | ---------------------- | ---------------------- | ------------------------------------------------------ |
| 武新宇 | 山西阳高     | 1982年7月－1983年11月  | 北平师范大学           | 内务部副部长、全国人大常委兼副秘书长                   |
| 张友渔 | 山西灵石     | 1983年11月－1985年8月  | 北京法政大学法律系     | 中共北京市委副书记、中国社会科学院副院长、全国人大常委 |
| 王仲方 | 安徽芜湖     | 1985年8月－1991年5月   | 延安抗日军政大学       | 全国政协法律委员会副主任                               |
| 邹瑜   | 广西博白     | 1991年5月－1997年1月   | 陕北公学               | 司法部部长、全国人大常委                               |
| 任建新 | 山西襄汾     | 1997年1月－2003年11月  | 北京大学工学院         | 中共中央书记处书记、全国政协副主席、最高人民法院院长   |
| 韩杼滨 | 黑龙江哈尔滨 | 2003年11月－2013年11月 | 北京经济函授大学       | 中央纪委副书记、最高人民检察院检察长                   |
| 王乐泉 | 山东寿光     | 2013年11月－2019年3月  | 中共中央党校           | 中央政治局委员、中央政法委副书记                       |
| 王晨   | 北京         | 2019年3月－2025年1月   | 中国社会科学院研究生院 | 中央政治局委员、全国人大常委会副委员长                 |
| 陈文清 | 四川仁寿     | 2025年1月－            | 西南政法学院、四川大学 | 中央政治局委员、中央政法委书记                         |

## 出版物
《中国法学》是中国法学会主办的双月刊，1984年创刊，为中国法学界最具影响、最具权威的学术期刊。曾连获三届国家新闻出版总署颁发的国家期刊奖。